# Beaumontois en Périgord
Beaumontois en Périgord ist eine französische Gemeinde  mit 1.730 Einwohnern (Stand: 1. Januar 2022) im Département Dordogne in der Region Nouvelle-Aquitaine. Sie gehört zum Arrondissement Bergerac und zum Kanton Lalinde.
Sie entstand mit Wirkung vom 1. Januar 2016 als Commune nouvelle durch Zusammenlegung der bis dahin selbstständigen Gemeinden Beaumont-du-Périgord, Labouquerie, Nojals-et-Clotte und Sainte-Sabine-Born, die in der neuen Gemeinde den Status einer Commune déléguée besitzen. Der Verwaltungssitz befindet sich im Ort Beaumont-du-Périgord.

## Gliederung
| Ortsteil                               | ehemaliger INSEE-Code | Fläche (km²) | Einwohnerzahl zum 1. Januar 2022 |
| -------------------------------------- | --------------------- | ------------ | -------------------------------- |
| Beaumont-du-Périgord (Verwaltungssitz) | 24028                 | 24,18        | 971                              |
| Labouquerie                            | 24219                 | 10,76        | .0205                            |
| Nojals-et-Clotte                       | 24310                 | 13,80        | .0186                            |
| Sainte-Sabine-Born                     | 24497                 | 23,97        | .0368                            |

## Lage
Nachbargemeinden sind Monsac im Nordwesten, Bayac und Bourniquel im Norden, Saint-Avit-Sénieur im Nordosten, Sainte-Croix und Rampieux im Osten, Rayet im Südosten, Rives im Süden, Mazières-Naresse, Sainte-Radegonde und Faurilles im Südwesten und Saint-Léon-d’Issigeac und Naussannes im Westen.